# Francis Beaumont
Francis Beaumont (* 1584; † 6. März 1616 in London) war ein englischer Dramatiker. Seine bekanntesten Stücke schrieb er in Zusammenarbeit mit John Fletcher.

## Leben
Francis Beaumont war der Sohn des Richters Sir Francis Beaumont und Bruder von John Beaumont. Er wurde auf dem Stammsitz der Familie, Grace Dieu in Leicestershire, geboren und ging bereits im Alter von 13 Jahren nach Oxford, wo er in Broadgates Hall (heute Pembroke College) studierte. Nach dem Tod seines Vaters im Jahr 1598 verließ er die Universität ohne Abschluss und folgte ihm 1600 im Beruf des Richters (gehörte als solcher den Inns of Court, insbesondere der Honorable Society (Anwaltskammer) des Inner Temple an).
In seiner Freizeit beschäftigte er sich mit den Werken des Dichters Ben Jonson, aber auch mit Michael Drayton und anderen. Sein erstes eigenes Werk, Salmacis and Hermaphroditus, erschien 1602, als er achtzehn Jahre alt war. 1607 schrieb Francis Beaumont das Vorwort für ein Werk Jonsons.
Seine Zusammenarbeit mit John Fletcher begann wahrscheinlich schon 1605, aber ihr erster großer gemeinsamer Erfolg war Philaster im Jahr 1608. Sie wohnten zusammen in einer Hausgemeinschaft bis zu Beaumonts Heirat mit Ursula, der Tochter und Erbin von Henry Isley von Sundridge, in Kent im Jahr 1613. Das Ehepaar hatte zwei Töchter. Beaumont starb 1616 und wurde in der Westminster Abbey in London beigesetzt.

## Werke

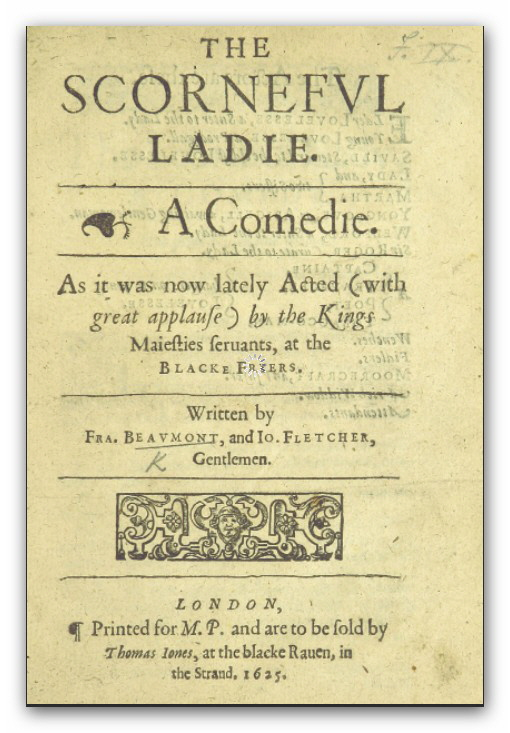
Titelblatt einer Komödie (1625)

Bei den Stücken, die Beaumont und Fletcher zusammen schrieben, weiß man auch heute nicht genau, welchen Anteil der jeweilige Autor daran hatte. Zum Teil waren auch andere Schriftsteller mit an den Stücken beteiligt, selbst William Shakespeare hat teilweise mitgearbeitet.
Soviel aber scheint sicher, Beaumont war insgesamt der ernsthaftere der beiden, während Fletcher eher für die leichten und humorvollen Anteile verantwortlich ist.
Um das Jahr 1609 scheinen die beiden die Hauptstückeschreiber der King’s Men gewesen zu sein und damit Shakespeares Nachfolge angetreten zu haben.
Das bekannteste der gemeinsamen Werke ist The Knight of the Burning Pestle (Der Ritter von der brennenden Keule, ca. 1610).